# Ashikaga Yoshitane
Ashikaga Yoshitane ( 足利 義稙, 9 de setembro de 1466 – 23 de maio de 1523) foi o décimo xogum do xogunato Ashikaga e governou o Japão por dois períodos, entre 1490 e 1493, e depois entre 1508 e 1532. Foi filho de Ashikaga Yoshimi e neto do sexto xogum Ashikaga Yoshinori.
Quando o nono xogum Ashikaga Yoshihisa morreu em 1489 por uma doença e sem deixar um herdeiro, Yoshitane foi designado xogum no ano seguinte, entretanto em 1493 Hosokawa Masamoto o forçou a abdicar e foi substituído por Ashikaga Yoshizumi.  
Em 1508, depois da batalha de Funaokayama, Yoshitane recuperou o título de xogum porém depois em 1521 Hosokawa Takakuni obrigou Yoshitane a se exilar na ilha Awaji, e seria substituído por Ashikaga Yoshiharu.
| Precedido por Ashikaga Yoshihisa | -- 10° Xogum Muromachi 1490 - 1493 | Sucedido por Ashikaga Yoshizumi |

| Precedido por Ashikaga Yoshizumi | -- 10° Xogum Muromachi 1508–1521 | Sucedido por Ashikaga Yoshiharu |